# Helena Bretl Naglas
Helena Bretl Naglas, podjetnica, trgovka, kulturna podpornica,  *1876, Slavonski Brod  †1960.
Rodila se je kot Helena Ulrich v Slavonskem Brodu, druga od 12 otrok. Kasneje se je družina preselila v Novo Gradiško. Od tam je prišla v trgovsko šolo v Ljubljano. Kmalu je spoznala 14 let starejšega Viktorja Naglasa, ki je skupaj z očetom vodil mizarsko delavnico v Trnovem. Sloves so pridobili s pohištvom, saj je od sredine 19. stol. veljalo, da mora meščanska družina, ki da kaj nase, imeti kakšen Naglasovega kos notranje opreme. To je bil dokaz, da si to lahko privoščijo, imajo dober okus ter občutek za kakovost. 

## Zasebno življenje
Helena Ulrich in Viktor Naglas sta se leta 1895 poročila. Helena je takoj začela začela delati v moževem in tastovem podjetju, hkrati pa sta z možem iskala možnosti, kako posel narediti donosnejši. V zakonu z Viktorjem sta se rodila dva otroka. Sin, Viktor Naglas ml.,  je postal arhitekt in kasneje, ob mami, tudi solastnik tovarne.
Leta 1905 je Helenin mož Viktor umrl in je sama prevzela vodenje podjeta ter še utrdila njegov položaj. Tri leta po smrti prvega moža se je Helena vnovič poročila z Eduardom Bretlom. V tem zakonu se je rodila hčerka.
Helena je, kot uspešna podjetnica, kupila hišo na Novem trgu v Ljubljani, kjer so stanovali in imeli sedež družinskega pohištvenega imperija. Na to še danes spomina napis na stavbi J. J. Naglas, ki se nanaša na ustanovitelja tovarne Jakoba Jožefa Naglasa. 
Dom Helene in Eduarda je bil družabno in kulturno središče. Za sorodnike in prijatelje sta prirejala kosila in večerje, zbirali so se kulturniki. Bila sta mecena in podpornika slovenske kulture. Gospo Heleno v romanu Cvetje v jeseni omenja Ivan Tavčar, ki je bil njun reden gost. Po smrti drugega moža leta 1920 se je popolnoma posvetila delu v podjetju. Še vedno pa je ohranjala druženja na svojem domu. 
Helena je bila pri svojem delu napredna, odločna in suverena. Kot mlada vdova je prevzela družinsko podjetje, ga okrepila in povečala. Postala je uspešna in bogata industrialka in trgovka. Hkrati je bila kulturna podpornica.

## Podjetje
V času delovanja se je tovarna pohištva Naglas uveljavila kot ena izmed vodilnih izdelovalcev pohištva na območju Slovenije in tudi zunaj nje. Po prvi svetovni vojni je bilo pohištvo Naglas sinonim lepo oblikovanega in mojstrsko izdelanega pohištva različnih slogov. V obdobju  med obema vojnama so, med drugim, opremili dvorec Brdo, ki je bil protokolarni objekt jugoslovanskega kralja in kraljice in izdelali notranjo opremo za Deželni dvorec v Ljubljani (danes sedež Univerze v Ljubljani). Pohištvo so izdelovali tudi za druge predstavnike evropske aristokracije ter različne ustanove in mogočnike iz večjih jugoslovanskih mest. Po drugi svetovni vojni je podjetje prevzelo delo na državnih protokolarnih objektih. Opravljali so delo za Brione, Vilo Podrožnik, grad Strmol, Vilo Bled, ljubljansko mestno hišo. Ob spremembi zakonodaje, ki je omejila zasebno podjetno dejavnost, je tovarna Naglas lahko obdržala le majhno delavnico in nekaj zaposlenih. Posel je začel zamirati in po Helenini smrti. Leta 1960 je podjetje prenehalo delovati.
V času obstoja so v tovarni Naglas sodelovali z nekaterimi najbolj znanimi arhitekti svojega obdobja, kot so Jože Plečnik, Edo Mihevc, Edvard Ravnikar in drugi. 